# Albanus (Toreut)
Albanus war ein antiker römischer Toreut (Metallbildner), wahrscheinlich in der zweiten Hälfte des 1. Jahrhunderts in Gallien tätig.
Albanus ist heute nur noch aufgrund eines Signaturstempels auf einer Bronzekasserolle bekannt. Diese wurde in Broxtowe in Nottinghamshire England gefunden. Heute befindet sich das Stück im University of Nottingham Museum in Nottingham.

## Einzelbelege
1. ↑  Inventarnummer ?; Richard Petrovszky: Studien zu römischen Bronzegefäßen mit Meisterstempeln. Leidorf, Buch am Erlbach 1993, S. 191, Nr. A.09.

| Personendaten    | Personendaten                              |
| ---------------- | ------------------------------------------ |
| NAME             | Albanus                                    |
| KURZBESCHREIBUNG | antiker römischer Toreut                   |
| GEBURTSDATUM     | 1. Jahrhundert v. Chr. oder 1. Jahrhundert |
| STERBEDATUM      | 1. Jahrhundert oder 2. Jahrhundert         |